# 阿蘇爾河

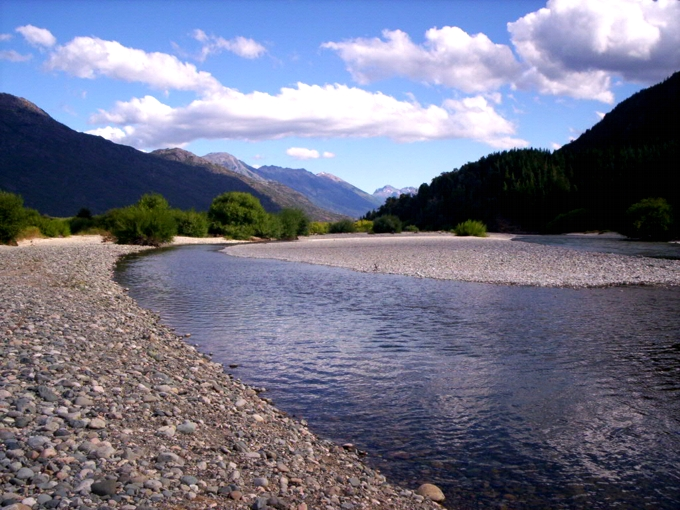
阿蘇爾河

阿蘇爾河（西班牙語：Río Azul）是阿根廷的河流，位於巴塔哥尼亞地區，發源自安第斯山脈東部海拔高度1,800米處，河道全長40公里，最終注入普埃洛湖，平均流量為每秒20立方米。